# Спадщина (фільм, 2020)
«Спадщина» (англ. Heritage, спочатку Godzilla: Heritage, «Ґодзілла: Спадщина») — кравдфаундинговий фанатський фільм про Ґодзіллу 2020 року. Його створили Perception Entertainment, Vintage Reel Productions та Luna Digital Ltd. Спочатку фільм був задуманий як повнометражний фільм, однак з його творцями зв'язалися Toho, які побоювалися, що це створить плутанину, і може здатися, що це офіційний фільм. Автори отримали список обмежень для фільму, після чого вирішили перетворити його на 20-хвилинний короткометражний фільм. Він вийшов в Інтернеті ексклюзивно для спонсорів Kickstarter 10 квітня 2020 року.

## Сюжет
На початку фільму Ґреґ Ґрейвс і Тім Шіфер розповідають коротку історію створення фільму, та розповідають про те, як з ними зв'язалися американські адвокати Toho, яких вони називають «дружніми». Після цього вони дякують персоналу, акторам та донорам, які зробили створення цього фільму можливим.
На острові Батавія біля узбережжя Північної Каліфорнії вмикаються аварійні сирени. Репортер газети United World News Джек Мартін, його дружина Каорі та його колега Мітч Лоуренс вибігають з будівлі та біжать разом з натовпом, в той час, як повсюди лунають крики про допомогу. Вони стають свідками вибуху.  Полум'я освітлює нічне небо, і вони помічають Ангіруса, після чого втікають. Мітч каже їм, що там є ще два Ангіруси. Джек цілує Каорі, після чого біжить на автомобільну стоянку. Він бачить, як місто горить у полум’ї, після чого телефонує до головного офісу UWN в Чикаго, та просить, щоб його перемкнули на прямий ефір. В прямому ефірі він описує ситуацію як зону бойових дій. Він зауважує, що зграя Ангірусів складається з двох дорослих та одного дитинчати. Джек повідомляє, що вони рухаються вглиб міста.
На світанку, Джек біжить порожньою вулицею, і стикається з Ангірусом, який починає ричати на нього. Однак Ангірус чує рев Ґодзілли десь вдалині, і проходить мимо, однак його хвіст руйнує сусідню будівлю. З'являється Ґодзілла, який руйнує ще одну будівлю поблизу Джека.
Каорі та поранений Мітч знаходять все ще живого, хоч пораненого та непритомного Джека. Як тільки Джек пробуджується, він починає сперечатися з Мітчем щодо нав'язливого бажання Джека переслідувати монстрів. Джек бажає йти вслід за Ґодзіллою, як тільки той з'явиться. Після цього Джек з Каорі ще раз дзвонить до UWN і ще раз виходить в прямий ефір, та каже, що «Ґодзілла і Ангірус знайшли один одного», після чого монстри ревуть.

## Кайдзю
- Ґодзілла
- Ангіруси

## В ролях
- Кріс Барбіс — Джек Мартін
- Азумі Тсутсуі — Каорі Мартін
- Тім Ріан — Ед Бурке
- Місті Лінн Масі — Марісса
- Тім Шіфер  — Мітч Лоуренс
- Колтон Манґон — Ґейвін Маннінг
- Тілер Грейвс — Крістіан Шау

## Виробництво
Ідея для фільму виникла у Ґреґа Ґрейвса у 2009 році, того ж року була створена сторінка фільму на Facebook. На сторінці не публікувалася жодна інформація до 2013 року. Того ж року на G-Fest XX було розкрито більше подробиць про фільм. Рашаад Сантьяго, переможець шостого сезону ігрового шоу SyFy Face Off, був оголошений художником спецефектів для фільму в листопаді 2013 року. Пізніше завершений костюм Ґодзілли показали на Denver Comic Con в червні 2014 року, після чого через декілька днів запустили перший Kickstarter з ціллю $25 000. Він виявився невдалим, та завершився 17 липня 2014 року, зібравши $16 025 доларів. Наступного дня запустили другий Kickstarter з ціллю в $10 000 доларів. Він зібрав $19 554.
У листопаді 2014 року Рашаада Сантьяго було звільнено і замінено на Чаза Ванса. 16 травня 2015 року вийшов перший попередній перегляд фільму. Через тиждень розпочалася друга фаза кравдфаундингової компанії на Kickstarter та вийшов тизер-трейлер. Цей Kickstarter не був успішним, та зібрав $19 430 з запланованих $40 000. Кошти, надані виконавчим продюсером Тімом Раяном, дозволили продовжити виробництво фільму, а в середині вересня відбулося знімання десятихвилинного попереднього перегляду фільму. У березні 2016 року Ґрейвс оголосив, що попередній перегляд не буде містити жодних істот, зображених за допомогою практичних ефектів. Він заявив, що замість цього компанія Rainfall Films зобразить кайдзю за допомогою CGI.
У вересні вийшов другий тизер-трейлер. Незабаром Toho зв’язалися з режисерами, і в результаті домовленості був скасований третій Kickstarter.